# Stari Ulcinj
Stari Ulcinj (srp. Стари Улцињ; alb. Ulqini i Vjetër) je mali kameniti otok u Jadranskom moru koji se nalazi na u blizini naselja Kruče, u općini Ulcinj, na jugu Crne Gore.
Dug je 230 m, širok 106 m široko, a od kopna je udaljen oko 170 m. Površine je 1,8 hektara. Na istočnoj strani okrenuta prema kopnu se nalazi 44 m visoka litica sa dve potkapine, odakle se teren blago spušta ka severozapadu otoka. Danas se tu mogu vidjeti ostaci srednjovjekovnog manastira iz 12. ili 13. stoljeća, ruševine crkve, bedema, cisterne za vodu i još jednog objekta na sredini otoka. Pretpostavlja se da se na otoku mogu naći ostaci kasnoantičke promatračnice, koja verovatno potiče iz 6. stoljeća. Najstariji spomen otoka je iz 1376. godine - lat. in mari Dulcinii veteris. Na mapama 16., 17. i 18. stoljeća se pojavljuje pod imenom lat. Dulcigno Vecchio ili Dolcigno Vecchio.
Na obali nasuprot otoka se nalazi plaža kojoj se može prići šumskom stazom iz pravca Kruča.
Na otoku nema civilnog stanovništva i služi za turizam.